# Freie-Partie-Europameisterschaft der Junioren 1980/81

Logo CEB (ausrichtender Verband)

Die Freie-Partie-Europameisterschaft der Junioren 1981 war das 5. Turnier in dieser Disziplin des Karambolagebillards und fand vom 6. bis zum 9. Juni 1981 in Geel statt. Die Meisterschaft zählte zur Saison 1980/81.

## Geschichte
Bei seiner letzten Möglichkeit gewann der Italiener Marco Zanetti nach guten Platzierungen in den vorherigen Turnieren ungeschlagen den Titel. Platz zwei und drei gingen an die Niederländer Raimond Burgman und Jelle Pijl.

## Modus
Gespielt wurde in einer Finalrunde „Jeder gegen Jeden“ bis 300 Punkte. Es wurden prolongierte Serien gewertet.
1. MP = Matchpunkte
2. GD = Generaldurchschnitt
3. HS = Höchstserie

## Finalrunde
| MP    | Match Points (Sieger = 2; Unentschieden = 1; Verlierer = 0) |
| Pkte. | Erzielte Karambolagen                                       |
| Aufn. | Benötigte Versuche                                          |
| GD    | Generaldurchschnitt                                         |
| BED   | Bester Einzeldurchschnitt eines Spielers                    |
| HS    | Höchstserie                                                 |
|       | Bester GD des Turniers                                      |
|       | Bester ED des Turniers                                      |
|       | Beste HS des Turniers                                       |
|       | 1. Platz (Gold)                                             |
|       | 2. Platz (Silber)                                           |
|       | 3. Platz (Bronze)                                           |

| Platz                      | Name               | MP   | Pkte | Aufn. | GD    | BED    | HS  |
| -------------------------- | ------------------ | ---- | ---- | ----- | ----- | ------ | --- |
| 1                          | Marco Zanetti      | 14:0 | 2100 | 29    | 72,41 | 300,00 | 787 |
| 2                          | Raimond Burgman    | 12:2 | 1883 | 26    | 72,42 | 100,00 | 299 |
| 3                          | Jelle Pijl         | 6:8  | 1331 | 40    | 33,27 | 100,00 | 241 |
| 4                          | Volker Simanowski  | 6:8  | 1177 | 55    | 21,40 | 60,00  | 154 |
| 5                          | Harald Gast        | 6:8  | 1167 | 63    | 18,52 | 25,00  | 88  |
| 6                          | Philippe Porée     | 6:8  | 1340 | 76    | 17,63 | 42,85  | 227 |
| 7                          | Karel de Wickere   | 4:10 | 893  | 70    | 12,75 | 21,42  | 157 |
| 8                          | Yves Schiettecatte | 2:12 | 1015 | 61    | 16,63 | 37,50  | 168 |
| Turnierdurchschnitt: 25,96 |                    |      |      |       |       |        |     |